# 三博士来朝

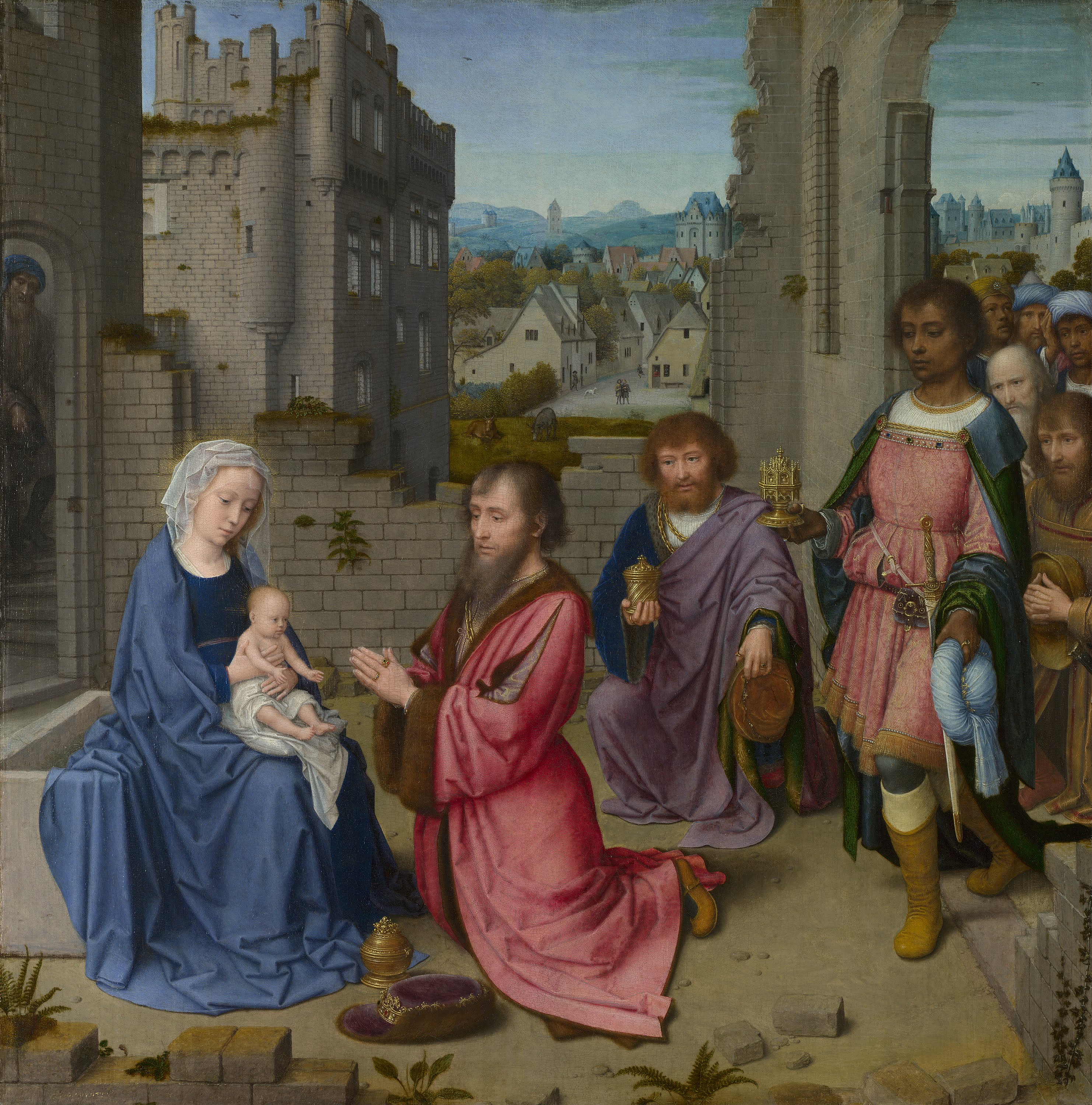
杰拉尔德·大卫創作的以三博士來朝為主題的繪畫，约創作於1515年，現收藏於国家美术馆

三博士来朝是西方藝術作品中常見的主題，內容與耶稣降生有關。在這個主題中，東方三博士通過追随一颗星星（伯利恒之星）找到了耶稣，並把黄金、乳香和沒藥等礼物放在他面前。《马太福音》第2章第11節提到: “他们（東方三博士）进了屋子，看见孩子（耶穌）和他的母亲瑪利亞在一起，就跪下来向他顶礼膜拜。然后，他们打开自己的宝箱，把黄金，乳香和没药送給耶穌”。
在教會年曆中，西方基督教通過主显节（1月6日）来纪念这一事件。東正教會則在圣诞节（12月25日）纪念這件事。